# Schloss Grünstein

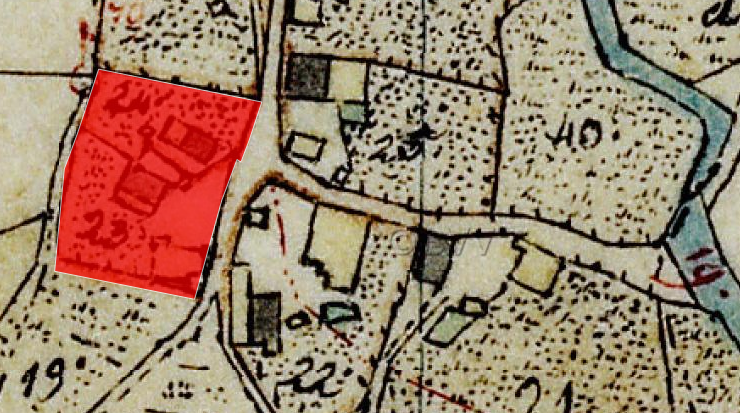
Lageplan von Schloss Grünstein auf dem Urkataster von Bayern

Das abgegangene Schloss Grünstein befand sich in Wissing, heute ein Ortsteil der oberpfälzischen Gemeinde Seubersdorf in der Oberpfalz im Landkreis Neumarkt in der Oberpfalz. Es lag 450 m südwestlich der Pfarrkirche Mariä Himmelfahrt von Wissing. Die Anlage wird als Bodendenkmal unter der Aktennummer D-3-6835-0048 im Bayernatlas als „archäologische Befunde des mittelalterlichen und frühneuzeitlichen Adelssitzes "Grünstein" in Wissing“ geführt. 

## Geschichte
In den Landsassenmatrikeln des Schultheißenamtes Neumarkt von 1518 wird ein Hans Reißelt mit einem Sitz in Wissing, genannt Grünstein, genannt, den zuvor ein Hans Leitner innegehabt hat. Die Geschichte von Grünstein folgt danach der Geschichte der Hofmark Ittelhofen, auch 1551 wird Grünstein noch bei den Adelssitzen im Schultheißenamtes Neumarkt genannt. Die Herren von Ittelhofen bezeichnen sich nach ihrem Sitz Wissing-Grünstein, so etwa Peter Apian von Grünstein im Jahre 1541. Später wird von Freiherrn Löwenthal berichtet, „Das Schloß Grünstein droht dem Einsturz. Die stift- und gültbaren Unterthanen, und die Erträgnisse werden zur Hofmark Ittlhofen verrechnet.“
1783 haben die Grafen von Holnstein Grünstein gekauft. Sie haben das Schloss (Straße Unterdorf gegenüber von Burgstall Burg Mauer) und das Brauhaus abbrechen lassen, die Schlosskapelle hat sich in einem Gasthaus erhalten.